# Euroleague Basketball 2014-2015 - Regular season
La regular season della Eurolega si è svolta dal 16 ottobre al 19 dicembre 2014.

## Regolamento
Le prime quattro classificate di ogni girone si sono qualificate per la Top 16.

Nel caso in cui due o più squadre abbiano concluso il girone a parità di punti in classifica, si è tenuto conto dei seguenti fattori:
1. Vittorie-sconfitte negli scontri diretti.
2. Differenza punti negli scontri diretti.
3. Differenza punti complessiva nella regular season.
4. Punti segnati nella regular season.
5. Somma dei quozienti tra punti segnati e punti subiti in ogni incontro della regular season.

| Qualificata alla Top 16 |
| Retrocessa in Eurocup   |

## Gruppo A

### Classifica
|    | Squadra         | P.ti | G  | V | P | PF  | PS  | DP   |
| -- | --------------- | ---- | -- | - | - | --- | --- | ---- |
| 1. | Real Madrid     | 16   | 10 | 8 | 2 | 873 | 775 | +98  |
| 2. | Anadolu Efes    | 12   | 10 | 6 | 4 | 723 | 696 | +27  |
| 3. | Žalgiris Kaunas | 10   | 10 | 5 | 5 | 714 | 709 | +5   |
| 4. | Nižnij Novgorod | 10   | 10 | 5 | 5 | 764 | 823 | -59  |
| 5. | UNICS Kazan'    | 10   | 10 | 5 | 5 | 751 | 721 | +30  |
| 6. | Dinamo Sassari  | 2    | 10 | 1 | 9 | 758 | 859 | -101 |

### Risultati

#### Prima giornata
| Arbitri: | Juan Carlos García González Anastasios Pīloidīs Carlos Cortés |

|                                |            |                                  |
| Draper 16 Krstić 15 Janning 12 | Punti      | 19 Langford 13 White 11 Jerrells |
| Draper 4                       | Assist     | 4 Jerrells                       |
| Perperoglou 7                  | Rimbalzi   | 10 White                         |
| Dušan Ivković                  | Allenatori | Argyrīs Pedoulakīs               |

| Arbitri: | Recep Ankaralı Milija Vojinović Piotr Pastusiak |

|                                       |            |                                      |
| Kinsey 17 Parachoŭski 17 Thompkins 16 | Punti      | 17 Logan 17 Dyson 16 Sanders, Brooks |
| Rochestie 5                           | Assist     | 5 Logan, Sosa                        |
| Parachoŭski 8                         | Rimbalzi   | 7 Todić                              |
| Ainārs Bagatskis                      | Allenatori | Meo Sacchetti                        |

| Arbitri: | Fernando Rocha Srđan Dožai Tomasz Trawicki |

|                             |            |                                                |
| Reyes 11 Ayón 10 J. iulis 9 | Punti      | 19 Anderson 13 Milaknis 8 Lekavičius, Songaila |
| Ayón 4                      | Assist     | 5 Lekavičius                                   |
| Mpourousīs                  | Rimbalzi   | 8 Gudaitis                                     |
| Pablo Laso                  | Allenatori | Gintaras Krapikas                              |

#### Seconda giornata
| Arbitri: | Luigi Lamonica Murat Biricik Sašo Petek |

|                                    |            |                                            |
| Langford 23 White 13 Kaimakoglou 9 | Punti      | 10 Fernández 10 Ayón 9 Nocioni, Mpourousīs |
| Kaimakoglou 5                      | Assist     | 6 Llull                                    |
| Kaimakoglou 11                     | Rimbalzi   | 8 Reyes                                    |
| Argyrīs Pedoulakīs                 | Allenatori | Pablo Laso                                 |

| Arbitri: | Robert Lottermoser Rüştü Nuran Tomislav Hordov |

|                                               |            |                                         |
| Jankūnas 13 Songaila 12 Javtokas, Anderson 12 | Punti      | 16 Rochestie 10 Thompkins 9 Parachoŭski |
| quattro giocatori 3                           | Assist     | 4 Chvostov                              |
| Gudaitis 7                                    | Rimbalzi   | 7 Baburin                               |
| Gintaras Krapikas                             | Allenatori | Ainārs Bagatskis                        |

| Arbitri: | Miguel Pérez Pérez Nicola Maestre Benjamín Jiménez |

|                            |            |                               |
| Dyson 21 Sanders 15 Sosa 9 | Punti      | 15 Krstić 14 Lasme 14 Janning |
| Dyson, Lawal, Sosa 3       | Assist     | 7 Draper                      |
| Brooks 9                   | Rimbalzi   | 7 Lasme                       |
| Meo Sacchetti              | Allenatori | Dušan Ivković                 |

#### Terza giornata
| Arbitri: | Matej Boltauzer Apostolos Kalpakas Zdravko Rutešić |

|                                           |            |                             |
| Fischer 14 Zīsīs 13 Kaimakoglou, White 11 | Punti      | 18 Sanders 13 Sosa 10 Logan |
| Kaimakoglou 8                             | Assist     | 5 Sosa                      |
| Fischer 9                                 | Rimbalzi   | 9 Brooks                    |
| Argyrīs Pedoulakīs                        | Allenatori | Meo Sacchetti               |

| Arbitri: | Emilio Pérez Pizarro Joseph Bissang Saša Maričić |

|                                           |            |                                     |
| Krstić 22 Perperoglou 8 Draper, Bjelica 8 | Punti      | 19 Ulanovas 14 Milaknis 12 Javtokas |
| Draper 4                                  | Assist     | 2 Anderson, Milaknis                |
| Lasme 6                                   | Rimbalzi   | 7 Jankūnas, Ulanovas                |
| Dušan Ivković                             | Allenatori | Gintaras Krapikas                   |

| Arbitri: | Chrīstos Christodoulou Paolo Taurino Igor Dragojević |

|                                  |            |                                         |
| Carroll 32 Fernández 14 Reyes 12 | Punti      | 23 Rochestie 16 Thompkins 9 Parachoŭski |
| Rodríguez 9                      | Assist     | 8 Rochestie                             |
| Ayón 7                           | Rimbalzi   | 9 Thompkins                             |
| Pablo Laso                       | Allenatori | Ainārs Bagatskis                        |

#### Quarta giornata
| Arbitri: | Ilija Belošević Siniša Herceg Joseph Bissang |

|                                       |            |                           |
| Reyes 17 Nocioni 15 Carroll, Llull 15 | Punti      | 20 Todić 16 Dyson 15 Sosa |
| Rodríguez 12                          | Assist     | 6 Dyson, Sosa             |
| Nocioni 6                             | Rimbalzi   | 13 Lawal                  |
| Pablo Laso                            | Allenatori | Meo Sacchetti             |

| Arbitri: | José Ramón García Ortiz Oļegs Latiševs Damir Javor |

|                                      |            |                                      |
| Rochestie 19 Antonov 16 Thompkins 14 | Punti      | 18 Šarić 14 Bjelica 9 Osman, Korkmaz |
| Rochestie 5                          | Assist     | 5 Draper                             |
| Thompkins 10                         | Rimbalzi   | 7 Korkmaz                            |
| Ainārs Bagatskis                     | Allenatori | Dušan Ivković                        |

| Arbitri: | Recep Ankaralı Antonio Conde Miloš Koljenšić |

|                                    |            |                                    |
| Anderson 27 Milaknis 14 Ulanovas 7 | Punti      | 24 Langford 11 Kaimakoglou 9 Panin |
| Anderson 4                         | Assist     | 3 Fischer, Zīsīs                   |
| Anderson 11                        | Rimbalzi   | 6 Kaimakoglou, White               |
| Gintaras Krapikas                  | Allenatori | Argyrīs Pedoulakīs                 |

#### Quinta giornata
| Arbitri: | Grzegorz Ziemblicki David Romano Mario Majkić |

|                                     |            |                                                  |
| Zīsīs 15 Langford 13 Kaimakoglou 12 | Punti      | 24 Rochestie 19 Parachoŭski 12 Kinsey, Thompkins |
| Zīsīs 5                             | Assist     | 8 Chvostov                                       |
| White 8                             | Rimbalzi   | 9 Parachoŭski                                    |
| Argyrīs Pedoulakīs                  | Allenatori | Ainārs Bagatskis                                 |

| Arbitri: | Borys Ryžyk Īlia Koromīlas Carmelo Paternicò |

|                            |            |                                   |
| Osman 16 Šarić 13 Lasme 12 | Punti      | 20 Llull 17 Mpourousīs 11 Nocioni |
| Draper 6                   | Assist     | 6 Rivers                          |
| Lasme, Osman 7             | Rimbalzi   | 7 Reyes                           |
| Dušan Ivković              | Allenatori | Pablo Laso                        |

| Arbitri: | Vicente Bultó Seffi Shemmesh Petar Obradović |

|                                    |            |                                     |
| Lawal 25 Logan 20 Sosa, Sanders 10 | Punti      | 15 Anderson 14 Milaknis 12 Ulanovas |
| Dyson 4                            | Assist     | 4 Javtokas                          |
| Lawal 9                            | Rimbalzi   | 8 Gudaitis                          |
| Meo Sacchetti                      | Allenatori | Gintaras Krapikas                   |

#### Sesta giornata
| Arbitri: | Dani Hierrezuelo Marcin Kowalski Arnis Ozols |

|                                       |            |                               |
| Langford 19 Fischer 16 Kaimakoglou 10 | Punti      | 13 Šarić 11 Balbay 10 Janning |
| Zīsīs 4                               | Assist     | 4 Lasme                       |
| Fischer 9                             | Rimbalzi   | 9 Šarić                       |
| Evgenij Pašutin                       | Allenatori | Dušan Ivković                 |

| Arbitri: | Matej Boltauzer Nicola Maestre Panagiōtīs Anastopoulos |

|                                              |            |                                  |
| Anderson 21 Jankūnas 17 Songaila, Milaknis 6 | Punti      | 14 Rodríguez 11 Nocioni 11 Llull |
| Anderson, Lekavičius 3                       | Assist     | 7 Rodríguez                      |
| Anderson 9                                   | Rimbalzi   | 9 Mpourousīs                     |
| Gintaras Krapikas                            | Allenatori | Pablo Laso                       |

| Arbitri: | Juan Carlos García González Serhij Čebyšev Gentian Cici |

|                              |            |                                     |
| Sanders 17 Sosa 13 Brooks 13 | Punti      | 29 Rochestie 15 Kinsey 13 Thompkins |
| Logan 5                      | Assist     | 7 Rochestie                         |
| Lawal 9                      | Rimbalzi   | 15 Thompkins                        |
| Romeo Sacchetti              | Allenatori | Ainārs Bagatskis                    |

#### Settima giornata
| Arbitri: | Eddie Viator Roberto Chiari Milija Vojinović |

|                                 |            |                                    |
| Rodríguez 12 Nocioni 11 Ayón 10 | Punti      | 25 Fischer 23 Jerrells 14 Langford |
| Llull 7                         | Assist     | 7 Zīsīs                            |
| Reyes 9                         | Rimbalzi   | 8 Fischer, Jerrells                |
| Pablo Laso                      | Allenatori | Evgenij Pašutin                    |

| Arbitri: | Miguel Pérez Pérez Murat Biricik Marko Juras |

|                                    |            |                                   |
| Rochestie 15 Kinsey 11 Thompkins 8 | Punti      | 18 Anderson 9 Jankūnas 9 Javtokas |
| Rochestie 7                        | Assist     | 4 Kariniauskas                    |
| Parachoŭski 13                     | Rimbalzi   | 11 Jankūnas, Javtokas             |
| Ainārs Bagatskis                   | Allenatori | Gintaras Krapikas                 |

| Arbitri: | Miguel Pérez Pérez Tomas Jasevičius David Romano |

|                              |            |                                     |
| Šarić 18 Bjelica 16 Osman 12 | Punti      | 11 Sanders 10 Logan 10 Lawal, Todić |
| Draper, Korkmaz 4            | Assist     | 3 Brooks                            |
| Šarić 11                     | Rimbalzi   | 15 Lawal                            |
| Dušan Ivković                | Allenatori | Meo Sacchetti                       |

#### Ottava giornata
| Arbitri: | Milivoje Jovčić Iōannīs Foufīs Piotr Pastusiak |

|                                   |            |                                       |
| Rochestie 22 Kinsey 20 Antonov 16 | Punti      | 19 Rodríguez 15 Nocioni 13 Mpourousīs |
| Rochestie 8                       | Assist     | 8 Llull                               |
| Parachoŭski 6                     | Rimbalzi   | 9 Nocioni                             |
| Ainārs Bagatskis                  | Allenatori | Pablo Laso                            |

| Arbitri: | Saša Pukl Srđan Dožai Carlos Peruga |

|                             |            |                                 |
| Logan 17 Sanders 12 Sosa 10 | Punti      | 23 Fischer 14 White 11 Jerrells |
| Logan, Sosa 5               | Assist     | 8 Zīsīs                         |
| Brooks, Sanders, Todić 4    | Rimbalzi   | 15 Fischer                      |
| Romeo Sacchetti             | Allenatori | Evgenij Pašutin                 |

| Arbitri: | Chrīstos Christodoulou Serhij Zaščuk Aare Halliko |

|                                              |            |                                     |
| Anderson 18 Jankūnas 13 Javtokas, Ulanovas 6 | Punti      | 14 Draper 13 Perperoglou 12 McGrath |
| Lekavičius 3                                 | Assist     | 3 Draper                            |
| Jankūnas 9                                   | Rimbalzi   | 8 Perperoglou, Šarić                |
| Gintaras Krapikas                            | Allenatori | Dušan Ivković                       |

#### Nona giornata
| Arbitri: | Luigi Lamonica Damir Javor Erşan Kartal |

|                                      |            |                                                |
| Langford 16 Fischer 16 White 12      | Punti      | 12 Anderson 10 Lekavičius 8 Javtokas, Milaknis |
| Jerrells, K. Kaimakoglou, Langford 4 | Assist     | 3 Kariniauskas                                 |
| Fischer 6                            | Rimbalzi   | 9 Jankūnas                                     |
| Evgenij Pašutin                      | Allenatori | Gintaras Krapikas                              |

| Arbitri: | Spiros Nkontas Nicola Maestre Petros Papapetrou |

|                              |            |                                     |
| Lasme 15 Šarić 11 M. lica 10 | Punti      | 14 Chvostov 14 Thompkins 13 Baburin |
| Šarić 4                      | Assist     | 2 quattro giocatori                 |
| Šarić, Lasme 7               | Rimbalzi   | 7 Parachoŭski                       |
| Dušan Ivković                | Allenatori | Ainārs Bagatskis                    |

| Arbitri: | Fernando Rocha Anastasios Pīloidīs Aleksandar Glišić |

|                         |            |                              |
| Sosa 18 Logan 9 Lawal 8 | Punti      | 14 Reyes 12 Llull 11 Carroll |
| Sosa 6                  | Assist     | 6 Campazzo                   |
| Lawal 9                 | Rimbalzi   | 7 Carroll                    |
| Meo Sacchetti           | Allenatori | Pablo Laso                   |

#### Decima giornata
| Arbitri: | Borys Ryžyk Oļegs Latiševs Joseph Bissang |

|                                                     |            |                                             |
| Mpourousīs 19 Fernández 17 Rivers, Ayón, Carroll 10 | Punti      | 11 Perperoglou 11 Šarić 10 Janning, Kılıçlı |
| Llull 8                                             | Assist     | 8 Šarić                                     |
| Mpourousīs 10                                       | Rimbalzi   | 5 Šarić                                     |
| Pablo Laso                                          | Allenatori | Dušan Ivković                               |

| Arbitri: | Ilija Belošević Panagiōtīs Anastopoulos Aare Halliko |

|                                                 |            |                                  |
| Kinsey 23 Thompkins 17 Parachoŭski, Chvostov 10 | Punti      | 24 Langford 15 White 11 Jerrells |
| Antonov 4                                       | Assist     | 5 Langford                       |
| Parachoŭski 7                                   | Rimbalzi   | 10 Langford                      |
| Ainārs Bagatskis                                | Allenatori | Evgenij Pašutin                  |

| Arbitri: | Dani Hierrezuelo Petri Mäntylä Carlos Cortés |

|                                       |            |                            |
| Anderson 26 Songaila 13 Lekavičius 10 | Punti      | 14 Chessa 11 Logan 10 Sosa |
| quattro giocatori 3                   | Assist     | 7 Dyson                    |
| Jankūnas 9                            | Rimbalzi   | 7 Lawal                    |
| Gintaras Krapikas                     | Allenatori | Meo Sacchetti              |

## Gruppo B

### Classifica
|    | Squadra          | P.ti | G  | V  | P | PF  | PS  | DP   |
| -- | ---------------- | ---- | -- | -- | - | --- | --- | ---- |
| 1. | CSKA Mosca       | 20   | 10 | 10 | 0 | 880 | 718 | +162 |
| 2. | Maccabi Tel Aviv | 14   | 10 | 7  | 3 | 797 | 783 | +14  |
| 3. | Málaga           | 8    | 10 | 4  | 6 | 763 | 757 | +6   |
| 4. | Alba Berlino     | 8    | 10 | 4  | 6 | 762 | 791 | -29  |
| 5. | Cedevita Junior  | 6    | 10 | 3  | 7 | 740 | 789 | -49  |
| 6. | Limoges CSP      | 4    | 10 | 2  | 8 | 702 | 806 | -104 |

### Risultati

#### Prima giornata
| Arbitri: | Roberto Chiari Robert Lottermoser Tomas Jasevičius |

|                             |            |                                     |
| Bilan 15 Delaš 12 Pilepić 9 | Punti      | 20 Toolson 13 Vázquez 12 Kuzminskas |
| Babić 3                     | Assist     | 6 Granger                           |
| Bilan 10                    | Rimbalzi   | 11 Thomas                           |
| Jasmin Repeša               | Allenatori | Joan Plaza                          |

| Arbitri: | Saša Pukl Iōannīs Foufīs Miloš Koljenšić |

|                             |            |                                |
| Pargo 20 Haynes 15 Smith 13 | Punti      | 17 Moerman 14 Smith 15 Batista |
| Pargo 9                     | Assist     | 4 Westermann, Amagou           |
| Smith 12                    | Rimbalzi   | 12 Moerman                     |
| Guy Goodes                  | Allenatori | Jean-Marc Dupraz               |

| Arbitri: | Matej Boltauzer Jakub Zamojski Rüştü Nuran |

|                              |            |                              |
| Redding 11 Giffey 9 McLean 9 | Punti      | 16 Kaun 15 Teodosić 15 Weems |
| Hammonds, Redding, Renfroe 4 | Assist     | 5 Teodosić, Weems            |
| McLean 7                     | Rimbalzi   | 9 Kaun                       |
| Saša Obradović               | Allenatori | Dīmītrīs Itoudīs             |

#### Seconda giornata
| Arbitri: | Dani Hierrezuelo Marek Ćmikiewicz Petri Mäntylä |

|                              |            |                                  |
| Weems 18 Kaun 17 Teodosić 15 | Punti      | 18 Randle 14 Landesberg 12 Pnini |
| Teodosić 11                  | Assist     | 5 Pargo                          |
| Voroncevič 11                | Rimbalzi   | 6 Landesberg, Randle             |
| Dīmītrīs Itoudīs             | Allenatori | Guy Goodes                       |

| Arbitri: | Vicente Bultó Gentian Cici Marcos Michaelides |

|                                             |            |                              |
| Boungou Colo 17 Batista 11 Moerman, Curry 8 | Punti      | 14 Babić 10 Pilepić 9 Gordić |
| Westermann 5                                | Assist     | 5 Babić                      |
| Smith 7                                     | Rimbalzi   | 7 Delaš                      |
| Jean-Marc Dupraz                            | Allenatori | Jasmin Repeša                |

| Arbitri: | Grzegorz Ziemblicki Joseph Bissang Igor Dragojević |

|                                     |            |                               |
| Toolson 13 Granger 12 Kuzminskas 12 | Punti      | 16 Banić 14 McLean 12 Redding |
| Toolson 8                           | Assist     | 7 Renfroe                     |
| quattro giocatori 4                 | Rimbalzi   | 5 McLean                      |
| Joan Plaza                          | Allenatori | Saša Obradović                |

#### Terza giornata
| Arbitri: | Juan Carlos García González Carmelo Paternicò Aare Halliko |

|                                   |            |                             |
| Redding 15 Radošević 13 McLean 12 | Punti      | 25 Randle 16 Smith 15 Pargo |
| Renfroe 6                         | Assist     | 10 Pargo                    |
| Banić 6                           | Rimbalzi   | 6 Ohayon                    |
| Saša Obradović                    | Allenatori | Guy Goodes                  |

| Arbitri: | Antonio Conde Nicola Maestre Óscar Perea |

|                            |            |                                 |
| Gordić 21 Ukić 13 Bilan 10 | Punti      | 14 de Colo 14 Teodosić 13 Weems |
| Gordić, Pilepić 3          | Assist     | 6 Weems                         |
| Bilan 6                    | Rimbalzi   | 12 Hines                        |
| Jasmin Repeša              | Allenatori | Dīmītrīs Itoudīs                |

| Arbitri: | Srđan Dožai Siniša Herceg Mario Majkić |

|                                       |            |                                        |
| Vázquez 13 Kuzminskas 11 Golubović 11 | Punti      | 14 Smith 11 Boungou Colo 10 Westermann |
| Granger 8                             | Assist     | 9 Westermann                           |
| Thomas                                | Rimbalzi   | 5 Batista, Westermann                  |
| Joan Plaza                            | Allenatori | Jean-Marc Dupraz                       |

#### Quarta giornata
| Arbitri: | Emilio Pérez Pizarro Gianluca Mattioli Piotr Pastusiak |

|                                     |            |                              |
| Pargo 24 Smith 14 Schortsianitīs 10 | Punti      | 17 Ukić 16 Gordić 14 Pilepić |
| Pargo 5                             | Assist     | 6 Ukić                       |
| Landesberg, Smith 7                 | Rimbalzi   | 9 Delaš                      |
| Guy Goodes                          | Allenatori | Jasmin Repeša                |

| Arbitri: | Chrīstos Christodoulou Milivoje Jovčić Saša Maričić |

|                                 |            |                                      |
| Teodosić 27 Fridzon 16 Weems 16 | Punti      | 20 Granger 20 Kuzminskas 8 Golubović |
| Teodosić 10                     | Assist     | 10 Granger                           |
| Voroncevič 7                    | Rimbalzi   | 9 Golubović                          |
| Dīmītrīs Itoudīs                | Allenatori | Joan Plaza                           |

| Arbitri: | Tolga Sahin Paolo Taurino Borys Šul'ha |

|                                   |            |                             |
| Giffey 18 J. McLean 18 Renfroe 15 | Punti      | 17 Smith 13 Curry 9 Batista |
| Renfroe 6                         | Assist     | 6 Curry                     |
| McLean, Renfroe 7                 | Rimbalzi   | 4 Boungou Colo, Camara      |
| Saša Obradović                    | Allenatori | Jean-Marc Dupraz            |

#### Quinta giornata
| Arbitri: | Sreten Radović Petros Papapetrou Sašo Petek |

|                                    |            |                                                  |
| Toolson 16 Thomas 16 Vasileiadīs 9 | Punti      | 24 Smith 12 Randle 8 Pargo, Tyus, Schortsianitīs |
| Marković 7                         | Assist     | 5 Ohayon                                         |
| Marković 7                         | Rimbalzi   | 10 Smith                                         |
| Joan Plaza                         | Allenatori | Guy Goodes                                       |

| Arbitri: | Chrīstos Christodoulou Tomas Jasevičius Semёn Ovinov |

|                                   |            |                                 |
| Ukić 15 Zubčić 13 Bilan, Gordić 9 | Punti      | 20 McLean 14 Rošević 12 Renfroe |
| Ukić 5                            | Assist     | 8 Redding                       |
| Bilan 8                           | Rimbalzi   | 7 Redding                       |
| Jasmin Repeša                     | Allenatori | Saša Obradović                  |

| Arbitri: | Luigi Lamonica Igor Dragojević Benjamín Jiménez |

|                                       |            |                                 |
| Smith 19 Moerman 17 Curry, Plaisted 9 | Punti      | 18 Weems 16 Teodosić 13 de Colo |
| Westermann 5                          | Assist     | 12 Teodosić                     |
| Moerman 10                            | Rimbalzi   | 7 Kaun                          |
| Jean-Marc Dupraz                      | Allenatori | Dīmītrīs Itoudīs                |

#### Sesta giornata
| Arbitri: | Eddie Viator Petros Papapetrou Carlos Cortés |

|                                  |            |                                 |
| de Colo 22 Jackson 18 Nichols 10 | Punti      | 16 Redding 12 Banić 11 Hammonds |
| Fridzon 5                        | Assist     | 4 Hammonds                      |
| Hines 7                          | Rimbalzi   | 8 Redding                       |
| Dīmītrīs Itoudīs                 | Allenatori | Saša Obradović                  |

| Arbitri: | Miguel Pérez Pérez Īlia Koromīlas Tomislav Hordov |

|                                          |            |                                  |
| Westermann 16 Boungou Colo 13 Moerman 11 | Punti      | 22 Landesberg 13 Pargo 11 Y. yon |
| Westermann 8                             | Assist     | 7 Smith                          |
| Moerman 13                               | Rimbalzi   | 9 Landesberg                     |
| Jean-Marc Dupraz                         | Allenatori | Guy Goodes                       |

| Arbitri: | Jakub Zamojski Anastasios Pīloidīs Iōannīs Foufīs |

|                                       |            |                              |
| Toolson 19 Kuzminskas 14 Golubović 13 | Punti      | 21 Bilan 15 Ukić 10 Arapović |
| Toolson 4                             | Assist     | 9 Ukić                       |
| Golubović 9                           | Rimbalzi   | 8 Bilan                      |
| Joan Plaza                            | Allenatori | Jasmin Repeša                |

#### Settima giornata
| Arbitri: | Ilija Belošević Robert Lottermoser Anastasios Pīloidīs |

|                                  |            |                                         |
| Smith 14 Landesberg 12 Haynes 11 | Punti      | 19 Weems 15 Kaun 13 de Colo, Voroncevič |
| Ohayon 5                         | Assist     | 5 Fridzon                               |
| Smith 7                          | Rimbalzi   | 10 Kaun                                 |
| Guy Goodes                       | Allenatori | Dīmītrīs Itoudīs                        |

| Arbitri: | Fernando Rocha Rüştü Nuran Marek Ćmikiewicz |

|                                 |            |                                                 |
| Redding 17 Renfroe 12 McLean 12 | Punti      | 15 Vasileiadīs 15 Toolson 9 Granger, Kuzminskas |
| Hammonds, Redding 5             | Assist     | 4 Granger                                       |
| Banić 7                         | Rimbalzi   | 7 Golubović                                     |
| Saša Obradović                  | Allenatori | Joan Plaza                                      |

| Arbitri: | Recep Ankaralı Juan Carlos García González Carlos Cortés |

|                               |            |                                    |
| Bilan 24 Pilepić 21 Gordić 11 | Punti      | 18 Boungou Colo 15 Curry 14 Smith  |
| Ukić 9                        | Assist     | 4 Moerman, Tchicamboud, Westermann |
| Žganec 10                     | Rimbalzi   | 4 Boungou Colo                     |
| Jasmin Repeša                 | Allenatori | Jean-Marc Dupraz                   |

#### Ottava giornata
| Arbitri: | Spiros Nkontas Damir Javor Erşan Kartal |

|                                     |            |                                  |
| Smith 18 Batista 14 Boungou Colo 12 | Punti      | 15 Toolson 11 Marković 9 Vázquez |
| Smith 5                             | Assist     | 3 Granger, Marković              |
| Moerman                             | Rimbalzi   | 7 Suárez, Thomas                 |
| Jean-Marc Dupraz                    | Allenatori | Joan Plaza                       |

| Arbitri: | Luigi Lamonica Serhij Čebyšev Benjamín Jiménez |

|                              |            |                                  |
| Smith 26 Randle 21 Ohayon 13 | Punti      | 16 McLean 15 Hammonds 13 Redding |
| Ohayon 8                     | Assist     | 7 Renfroe                        |
| Pargo 7                      | Rimbalzi   | 9 McLean                         |
| Goodes                       | Allenatori | Saša Obradović                   |

| Arbitri: | Borys Ryžyk Murat Biricik Petri Mäntylä |

|                                                  |            |                               |
| de Colo 14 Weems 14 Fridzon, Kaun, Voroncevič 13 | Punti      | 23 Pilepić 14 Zubčić 11 Delaš |
| Jackson 8                                        | Assist     | 8 Gordić                      |
| Jackson 8                                        | Rimbalzi   | 4 Bilan, Žganec               |
| Dīmītrīs Itoudīs                                 | Allenatori | Jasmin Repeša                 |

#### Nona giornata
| Arbitri: | Grzegorz Ziemblicki Roberto Chiari Arnis Ozols |

|                               |            |                            |
| Pilepić 22 Zubčić 13 Bilan 10 | Punti      | 14 Smith 13 Tyus 13 Ohayon |
| Gordić 5                      | Assist     | 7 Pargo                    |
| Babić, Bilan 5                | Rimbalzi   | 9 Tyus                     |
| Jasmin Repeša                 | Allenatori | Guy Goodes                 |

| Arbitri: | Tolga Sahin Oļegs Latiševs Tomasz Trawicki |

|                                  |            |                                   |
| Granger 14 Green 14 Golubović 12 | Punti      | 22 de Colo 12 Weems 12 Voroncevič |
| Golubović 4                      | Assist     | 4 Weems                           |
| Golubović 10                     | Rimbalzi   | 7 Weems                           |
| Joan Plaza                       | Allenatori | Dīmītrīs Itoudīs                  |

| Arbitri: | José Ramón García Ortiz Miguel Ángel Pérez Niz Siniša Herceg |

|                                    |            |                                               |
| Smith 15 Moerman 10 Boungou Colo 9 | Punti      | 18 McLean 13 Stojanovski 8 Renfroe, Radošević |
| Curry, Smith 4                     | Assist     | 6 Renfroe                                     |
| Moerman 6                          | Rimbalzi   | 8 Renfroe                                     |
| Jean-Marc Dupraz                   | Allenatori | Saša Obradović                                |

#### Decima giornata
| Arbitri: | Milivoje Jovčić Jurgis Laurinavičius Aleksandar Glišić |

|                                                    |            |                                 |
| Fridzon 19 Voroncevič 12 Nichols, Mark'oishvili 10 | Punti      | 12 Smith 11 Curry 8 Tchicamboud |
| de Colo, Fridzon, Mark'oishvili 5                  | Assist     | 4 Curry                         |
| Voroncevič 7                                       | Rimbalzi   | 7 Zerbo                         |
| Dīmītrīs Itoudīs                                   | Allenatori | Jean-Marc Dupraz                |

| Arbitri: | Matej Boltauzer Jakub Zamojski Īlia Koromīlas |

|                            |            |                                                      |
| Smith 22 Pargo16 Randle 10 | Punti      | 11 Granger 10 Green 8 Golubović, Stefánsson, Toolson |
| Smith 6                    | Assist     | 3 Soluade, Toolson                                   |
| Smith 9                    | Rimbalzi   | 11 Golubović                                         |
| Guy Goodes                 | Allenatori | Joan Plaza                                           |

| Arbitri: | Chrīstos Christodoulou Erşan Kartal Carlos Peruga |

|                                |            |                                    |
| McLean 16 Renfroe 13 Giffey 11 | Punti      | 12 Bilan 10 Babić 8 Gordić, Zubčić |
| Renfroe 7                      | Assist     | 4 Ukić                             |
| McLean 7                       | Rimbalzi   | 7 Zubčić                           |
| Saša Obradović                 | Allenatori | Jasmin Repeša                      |

## Gruppo C

### Classifica
|    | Squadra         | P.ti | G  | V | P | PF  | PS  | DP   |
| -- | --------------- | ---- | -- | - | - | --- | --- | ---- |
| 1. | Barcellona      | 18   | 10 | 9 | 1 | 861 | 738 | +123 |
| 2. | Fenerbahçe      | 16   | 10 | 8 | 2 | 843 | 787 | +56  |
| 3. | Panathīnaïkos   | 10   | 10 | 5 | 5 | 768 | 743 | +25  |
| 4. | Olimpia Milano  | 10   | 10 | 5 | 5 | 775 | 795 | -20  |
| 5. | Bayern Monaco   | 4    | 10 | 2 | 8 | 806 | 866 | -60  |
| 6. | Turów Zgorzelec | 2    | 10 | 1 | 9 | 773 | 897 | -124 |

### Risultati

#### Prima giornata
| Arbitri: | Milivoje Jovčić Damir Javor David Romano |

|                                    |            |                                               |
| Slaughter 16 Pappas 16 Janković 13 | Punti      | 23 Collins 17 Kulig 10 Chyliński, Žigeranović |
| Diamantidīs 4                      | Assist     | 5 Collins                                     |
| Batista 7                          | Rimbalzi   | 9 Collins                                     |
| Duško Ivanović                     | Allenatori | Miograd Rajković                              |

| Arbitri: | Chrīstos Christodoulou Oļegs Latiševs Emilio Pérez Pizarro |

|                                   |            |                                |
| Goudelock 19 Bjelica 11 Hickman 9 | Punti      | 15 Gentile 12 Melli 12 Samuels |
| Goudelock, Bogdanović 4           | Assist     | 5 Hackett                      |
| Veselý 9                          | Rimbalzi   | 8 Melli, Samuels               |
| Željko Obradović                  | Allenatori | Luca Banchi                    |

| Arbitri: | Tolga Sahin Eddie Viator Petros Papapetrou |

|                                |            |                                 |
| Doellman 16 Oleson 15 Tomić 15 | Punti      | 19 Đedović 16 Bryant 12 Staiger |
| Navarro 8                      | Assist     | 4 Bryant, Đedović               |
| Tomić 10                       | Rimbalzi   | 11 Bryant                       |
| Xavi Pascual                   | Allenatori | Svetislav Pešić                 |

#### Seconda giornata
| Arbitri: | José Ramón García Ortiz Carmelo Paternicò Serhij Zaščuk |

|                                  |            |                                  |
| Savanović 20 Đedović 14 Gavel 13 | Punti      | 19 Batista 17 Janković 15 Fōtsīs |
| Micić 5                          | Assist     | 7 Diamantidīs                    |
| Bryant 9                         | Rimbalzi   | 7 Batista                        |
| Svetislav Pešić                  | Allenatori | Duško Ivanović                   |

| Arbitri: | Ilija Belošević Borys Ryžyk Jakub Zamojski |

|                                  |            |                               |
| Hackett 15 Gentile 11 Samuels 11 | Punti      | 21 Abrines 16 Pleiß 12 Thomas |
| Gentile 8                        | Assist     | 6 Satoranský                  |
| Gentile, James, Samuels 7        | Rimbalzi   | 6 Pleiß                       |
| Luca Banchi                      | Allenatori | Xavi Pascual                  |

| Arbitri: | Fernando Rocha Eddie Viator Serhij Čebyšev |

|                               |            |                                               |
| Kulig 23 Collins 20 Taylor 12 | Punti      | 27 Goudelock 16 Preldžič 10 Hickman, O. Savaş |
| Jaramaz 4                     | Assist     | 3 Bjelica, Preldžič                           |
| Kulig 8                       | Rimbalzi   | 7 Savaş                                       |
| Miograd Rajković              | Allenatori | Željko Obradović                              |

#### Terza giornata
| Arbitri: | Miguel Pérez Pérez Borys Ryžyk Tomasz Trawicki |

|                                   |            |                                    |
| Slaughter 23 Batista 14 Fōtsīs 13 | Punti      | 16 Bjelica 13 Veselý 10 Bogdanović |
| Diamantidīs 10                    | Assist     | 4 Bogdanović                       |
| Fōtsīs6                           | Rimbalzi   | 8 Veselý                           |
| Duško Ivanović                    | Allenatori | Željko Obradović                   |

| Arbitri: | Dani Hierrezuelo Spiros Nkontas Carlos Peruga |

|                                        |            |                                 |
| Schaffartzik 15 Savanović 13 Štimac 12 | Punti      | 16 Ragland 16 Hackett 11 Kleiza |
| Gavel 4                                | Assist     | 6 Hackett                       |
| Jagla, Savanović 4                     | Rimbalzi   | 5 Moss                          |
| Svetislav Pešić                        | Allenatori | Luca Banchi                     |

| Arbitri: | Roberto Chiari Milija Vojinović Marko Juras |

|                                         |            |                               |
| Doellman 20 Thomas 16 Abrines, Tomić 10 | Punti      | 19 Kulig 15 Collins 9 Nikolić |
| Huertas, Oleson 5                       | Assist     | 4 Collins, Dylewicz           |
| Tomić 9                                 | Rimbalzi   | 5 Kulig, Wright               |
| Xavi Pascual                            | Allenatori | Miograd Rajković              |

#### Quarta giornata
| Arbitri: | Borys Ryžyk Juan Carlos García González Gentian Cici |

|                               |            |                                    |
| Kulig 22 Taylor 15 Jaramaz 14 | Punti      | 16 Đedović 12 Benzing 12 Savanović |
| Collins 7                     | Assist     | 4 Schaffartzik                     |
| Kulig, Wright 6               | Rimbalzi   | 10 Bryant                          |
| Miograd Rajković              | Allenatori | Svetislav Pešić                    |

| Arbitri: | Luigi Lamonica Matej Boltauzer Īlia Koromīlas |

|                                  |            |                                |
| Žorić 18 Goudelock 16 Bjelica 14 | Punti      | 16 Oleson 12 Doellman 12 Tomić |
| Bjelica 4                        | Assist     | 6 Huertas                      |
| Žorić 10                         | Rimbalzi   | 8 Lampe                        |
| Željko Obradović                 | Allenatori | Xavi Pascual                   |

| Arbitri: | Saša Pukl Robert Lottermoser Milija Vojinović |

|                                   |            |                                 |
| Batista 15 Slaughter 11 Pappas 11 | Punti      | 18 Samuels 13 Ragland 11 Brooks |
| Diamantidīs 8                     | Assist     | 7 Ragland                       |
| Diamantidīs 7                     | Rimbalzi   | 3 James, Melli, Samuels         |
| Duško Ivanović                    | Allenatori | Luca Banchi                     |

#### Quinta giornata
| Arbitri: | Saša Pukl Emilio Pérez Pizarro Óscar Perea |

|                                          |            |                                       |
| Micić 16 Đedović 16 Schaffartzik, Bryant | Punti      | 34 Goudelock 18 Bogdanović 12 Bjelica |
| Schaffartzik 8                           | Assist     | 7 Bogdanović                          |
| Bryant, Micić, Savanović                 | Rimbalzi   | 7 Bjelica                             |
| Svetislav Pešić                          | Allenatori | Željko Obradović                      |

| Arbitri: | Srđan Dožai Carlos Cortés Tomislav Hordov |

|                                  |            |                                       |
| Ragland 20 Gentile 19 Samuels 15 | Punti      | 15 Taylor 14 Jaramaz 12 Kulig, Wright |
| Hackett 9                        | Assist     | 3 Dylewicz, Taylor                    |
| Moss, Samuels 8                  | Rimbalzi   | 6 Kulig                               |
| Luca Banchi                      | Allenatori | Miodrag Rajković                      |

| Arbitri: | Milivoje Jovčić Oļegs Latiševs Nicola Maestre |

|                                      |            |                                    |
| Tomić 16 Navarro 12 Oleson, Lampe 12 | Punti      | 14 Batista 9 Diamantidīs 9 J. Gist |
| Huertas                              | Assist     | 4 Diamantidīs                      |
| Tomić 10                             | Rimbalzi   | 8 Batista                          |
| X. Pascual                           | Allenatori | Duško Ivanović                     |

#### Sesta giornata
| Arbitri: | Chrīstos Christodoulou Rüştü Nuran Piotr Pastusiak |

|                                 |            |                                  |
| Đedović 14 Benzing 12 Bryant 10 | Punti      | 15 Huertas 15 Navarro 15 Nachbar |
| Đedović, McCalebb 5             | Assist     | 6 Huertas                        |
| Bryant, Štimac 7                | Rimbalzi   | 6 Tomić                          |
| Svetislav Pešić                 | Allenatori | Xavi Pascual                     |

| Arbitri: | Tolga Sahin Siniša Herceg Petri Mäntylä |

|                              |            |                                     |
| Taylor 13 Wright 13 Kulig 11 | Punti      | 21 Maurokefalidīs 16 Gist 14 Pappas |
| Taylor 7                     | Assist     | 3 Diamantidīs, Slaughter            |
| Nikolić 5                    | Rimbalzi   | 7 Janković                          |
| Miograd Rajković             | Allenatori | Duško Ivanović                      |

| Arbitri: | Fernando Rocha Sreten Radović Serhij Zaščuk |

|                              |            |                                |
| Brooks 17 Samuels 13 Moss 11 | Punti      | 14 Hickman 12 Erden 11 Bjelica |
| Ragland 6                    | Assist     | 5 Goudelock                    |
| Hackett 10                   | Rimbalzi   | 8 Bjelica                      |
| Luca Banchi                  | Allenatori | Željko Obradović               |

#### Settima giornata
| Arbitri: | Dani Hierrezuelo Petar Obradović Miloš Koljenšić |

|                                    |            |                                    |
| Goudelock 21 Bjelica 16 Hickman 11 | Punti      | 16 Moldoveanu 15 Jaramaz 11 Wright |
| Bogdanović, Hickman 5              | Assist     | 9 Taylor                           |
| Bjelica 10                         | Rimbalzi   | 10 Kulig                           |
| Željko Obradović                   | Allenatori | Miograd Rajković                   |

| Arbitri: | Luigi Lamonica Seffi Shemmesh Benjamín Jiménez |

|                                          |            |                                        |
| Slaughter 17 Maurokefalidīs 16 Fōtsīs 14 | Punti      | 15 B. McCalebb 14 Benzing 13 Savanović |
| Diamantidīs 5                            | Assist     | 4 Benzing, Schaffartzik                |
| Gist 6                                   | Rimbalzi   | Bryant                                 |
| Duško Ivanović                           | Allenatori | Svetislav Pešić                        |

| Arbitri: | Spiros Nkontas Damir Javor Saša Maričić |

|                                |            |                                 |
| Tomić 18 Hezonja 13 Abrines 11 | Punti      | 21 Hackett 16 Samuels 11 Brooks |
| Oleson 4                       | Assist     | 5 Hackett                       |
| Doellman 9                     | Rimbalzi   | 6 James                         |
| Xavi Pascual                   | Allenatori | Luca Banchi                     |

#### Ottava giornata
| Arbitri: | Miguel Pérez Pérez Panagiōtīs Anastopoulos Marek Ćmikiewicz |

|                                 |            |                                                 |
| Hackett 25 Ragland 14 Kleiza 13 | Punti      | 15 Schaffartzik 13 Đedović 11 Bryant, Savanović |
| Gentile 4                       | Assist     | 5 Schaffartzik                                  |
| Melli, Moss, Samuels, 6         | Rimbalzi   | 8 Štimac                                        |
| Luca Banchi                     | Allenatori | Svetislav Pešić                                 |

| Arbitri: | Robert Lottermoser Antonio Conde Tomas Jasevičius |

|                                 |            |                                        |
| Goudelock 18 Erden 14 Veselý 12 | Punti      | 20 Slaughter 9 Gist 7 Charalampopoulos |
| Bogdanović 4                    | Assist     | 5 Gist                                 |
| Bogdanović 8                    | Rimbalzi   | 4 Fōtsīs, Gist                         |
| Željko Obradović                | Allenatori | Duško Ivanović                         |

| Arbitri: | Anastasios Pīloidīs Robert Vyklický Moritz Reiter |

|                                  |            |                                |
| Taylor 17 Chyliński 12 Jaramaz 9 | Punti      | 17 Nachbar 15 Hezonja 12 Tomić |
| Chyliński 3                      | Assist     | 6 Satoranský                   |
| Dylewicz 6                       | Rimbalzi   | 6 Pleiß                        |
| Miograd Rajković                 | Allenatori | Xavi Pascual                   |

#### Nona giornata
| Arbitri: | Īlia Koromīlas Vicente Bultó Saverio Lanzarini |

|                                        |            |                                         |
| Savanović 31 Schaffartzik 15 Štimac 12 | Punti      | 16 Jaramaz 14 Kulig 9 Dylewicz, Nikolić |
| Gavel 5                                | Assist     | 4 Jaramaz                               |
| Bryant 7                               | Rimbalzi   | Dylewicz                                |
| Svetislav Peš                          | Allenatori | Miograd Rajković                        |

| Arbitri: | Ilija Belošević Jakub Zamjski Carmelo Paternicò |

|                                           |            |                                    |
| Huertas 25 Thomas 23 Doellman, Hezonja 12 | Punti      | 23 Bogdanović 16 Veselý 13 Bjelica |
| Huertas 5                                 | Assist     | 5 Sipahi                           |
| Doellman 6                                | Rimbalzi   | 10 Veselý                          |
| Xavi Pascual                              | Allenatori | Željko Obradović                   |

| Arbitri: | Juan Carlos García González Emilio Pérez Pizarro Marcin Kowalski |

|                                |            |                                      |
| Hackett 21 Gentile 9 Samuels 8 | Punti      | 17 Slaughter 13 Blūms 12 Diamantidīs |
| Hackett 4                      | Assist     | 11 Diamantidīs                       |
| Hackett 4                      | Rimbalzi   | 10 Gist                              |
| Luca Banchi                    | Allenatori | Duško Ivanović                       |

#### Decima giornata
| Arbitri: | Recep Ankaralı Nicolas Maestre Tomas Jasevičius |

|                               |            |                                |
| Kulig 23 Collins 14 Wright 13 | Punti      | 29 Lleiza 14 Brooks 11 Gentile |
| Collins, Taylor 5             | Assist     | 9 Hackett                      |
| Kulig 8                       | Rimbalzi   | 6 Kleiza                       |
| Miodrag Rajković              | Allenatori | Luca Banchi                    |

| Arbitri: | Fernando Rocha Tolga Sahin Eddie Viator |

|                                              |            |                               |
| Fōtsīs 14 Maurokefalidīs 10 Gist, Janković 9 | Punti      | 17 Huertas 15 Thomas 10 Lampe |
| Nelson 5                                     | Assist     | 9 Huertas                     |
| Fōtsīs 8                                     | Rimbalzi   | 10 Lampe                      |
| Duško Ivanović                               | Allenatori | Xavi Pascual                  |

| Arbitri: | Grzegorz Ziemblicki Borys Šul'ha Ingus Baumanis |

|                                   |            |                                  |
| Bogdanović 16 Savaş 15 Bjelica 14 | Punti      | 19 Đedović 16 McCalebb 11 Bryant |
| Bogdanović 6                      | Assist     | 5 McCalebb                       |
| Bjelica 6                         | Rimbalzi   | 8 Štimac                         |
| Željko Obradović                  | Allenatori | Svetislav Pešić                  |

## Gruppo D

### Classifica
|    | Squadra           | P.ti | G  | V | P | PF  | PS  | DP  |
| -- | ----------------- | ---- | -- | - | - | --- | --- | --- |
| 1. | Olympiakos        | 16   | 10 | 8 | 2 | 748 | 711 | +37 |
| 2. | Stella Rossa      | 12   | 10 | 6 | 4 | 784 | 728 | +56 |
| 3. | Saski Baskonia    | 10   | 10 | 5 | 5 | 803 | 798 | +5  |
| 4. | Galatasaray       | 8    | 10 | 4 | 6 | 803 | 818 | -15 |
| 5. | Neptūnas Klaipėda | 8    | 10 | 4 | 6 | 763 | 857 | -94 |
| 6. | Valencia          | 6    | 10 | 3 | 7 | 775 | 764 | +11 |

### Risultati

#### Prima giornata
| Arbitri: | Sreten Radović Īlia Koromīlas Saša Maričić |

|                                                  |            |                                    |
| Bertāns 20 Heurtel 13 Shengelia, San Emeterio 12 | Punti      | 17 Zavackas 11 Galdikas 8 Vasylius |
| Heurtel 10                                       | Assist     | 4 Shakur                           |
| Gomes, Shengelia 7                               | Rimbalzi   | 7 Zavackas                         |
| Marco Crespi                                     | Allenatori | Kazys Maksvytis                    |

| Arbitri: | Antonio Conde Panagiōtīs Anastopoulos Seffi Shemmesh |

|                                     |            |                                             |
| Marjanović 22 Williams 15 Blažič 12 | Punti      | 17 Erceg 11 Aradori 7 Jawai, Pocius, Arroyo |
| Williams 7                          | Assist     | 5 Arroyo                                    |
| Marjanović 10                       | Rimbalzi   | 8 Erceg                                     |
| Dejan Radonjić                      | Allenatori | Ergin Ataman                                |

| Arbitri: | Borys Ryžyk Ilija Belošević Marcin Kowalski |

|                                |            |                                    |
| Harangody 14 Sato 11 Buycks 11 | Punti      | 21 Spanoulīs 14 Sloukas 14 Lojeski |
| Van Rossom 4                   | Assist     | 5 Lafayette, Spanoulīs             |
| Harangody 5                    | Rimbalzi   | 8 Petway                           |
| Velimir Perasović              | Allenatori | Milan Tomić                        |

#### Seconda giornata
| Arbitri: | Recep Ankaralı Gianluca Mattioli Carlos Peruga |

|                                  |            |                                     |
| Gailius 19 Shakur 11 Zavackas 10 | Punti      | 23 Williams 16 Blažič 11 Marjanović |
| Shakur 6                         | Assist     | 6 Williams                          |
| Gailius, Galdikas, Zavackas 7    | Rimbalzi   | 10 Mitrović                         |
| Kazys Maksvytis                  | Allenatori | Dejan Radonjić                      |

| Arbitri: | Sreten Radović Spiros Nkontas Robert Vyklický |

|                                      |            |                                      |
| Arroyo 16 Erceg 12 Micov, Aldemir 10 | Punti      | 16 Harangody 11 Van Rossom 11 Buycks |
| Arroyo 5                             | Assist     | 7 Van Rossom                         |
| Aldemir 12                           | Rimbalzi   | 8 Lončar                             |
| Ergin Ataman                         | Allenatori | Velimir Perasović                    |

| Arbitri: | Saša Pukl Oļegs Latiševs Marko Juras |

|                                           |            |                                                 |
| Lojeski 15 Dunston 10 Hunter, Spanoulīs 9 | Punti      | 14 San Emeterio 11 Shengelia 8 Iverson, Bertāns |
| Mantzarīs 5                               | Assist     | 5 Heurtel                                       |
| Agravanīs, Hunter 7                       | Rimbalzi   | 7 Iverson                                       |
| Milan Tomić                               | Allenatori | Marco Crespi                                    |

#### Terza giornata
| Arbitri: | Luigi Lamonica Borys Šul'ha Serhij Zaščuk |

|                                     |            |                                  |
| Marjanović 16 Williams 14 Blažič 13 | Punti      | 14 Buycks 13 Ribas 12 Van Rossom |
| Williams 8                          | Assist     | 3 Vives                          |
| Marjanović 9                        | Rimbalzi   | 7 Sato                           |
| Dejan Radonjić                      | Allenatori | Velimir Perasović                |

| Arbitri: | José Ramón García Ortiz Petar Obradović Aleksandar Glišić |

|                                            |            |                                             |
| Gailius 16 Zavackas 14 Galdikas, Shakur 13 | Punti      | 34 Spanoulīs 13 Sloukas 10 Dunston, Lojeski |
| quattro giocatori                          | Assist     | 6 Spanoulīs                                 |
| Galdikas, Zavackas 10                      | Rimbalzi   | 7 Petway                                    |
| Kazys Maksvytis                            | Allenatori | Milan Tomić                                 |

| Arbitri: | Milivoje Jovčić Damir Javor Iōannīs Foufīs |

|                                  |            |                              |
| Iverson 17 Heurtel 17 Vujačić 14 | Punti      | 24 Erceg 20 Micov 14 Aldemir |
| Heurtel 8                        | Assist     | 8 Arroyo                     |
| Iverson 6                        | Rimbalzi   | 9 Aldemir                    |
| Marco Crespi                     | Allenatori | Ergin Ataman                 |

#### Quarta giornata
| Arbitri: | Dani Hierrezuelo Eddie Viator Rüştü Nuran |

|                                    |            |                                             |
| Marjanović 13 Blažič 10 Kalinić 10 | Punti      | 14 Spanoulīs 11 Dunston 8 Petway, Agravanīs |
| Mitrović, Williams 4               | Assist     | 5 Sloukas                                   |
| Marjanović 14                      | Rimbalzi   | 9 Agravanīs                                 |
| Dejan Radonjić                     | Allenatori | Giannīs Sfairopoulos                        |

| Arbitri: | Miguel Pérez Pérez Benjamín Jiménez Roberto Chiari |

|                                      |            |                                        |
| Güler 18 Arroyo 15 Aldemir, Erceg 13 | Punti      | 10 Girdžiūnas 10 Gailius 9 Butkevičius |
| Micov 8                              | Assist     | 3 Mažeika, Zavackas                    |
| Gönlüm 8                             | Rimbalzi   | 4 Dimša, Galdikas                      |
| Ergin Ataman                         | Allenatori | Kazys Maksvytis                        |

| Arbitri: | Fernando Rocha Panagiōtīs Anastopoulos Tomasz Trawicki |

|                                         |            |                                           |
| Harangody 23 Van Rossom 14 Dubljević 13 | Punti      | 20 Shengelia 11 Heurtel 8 Tillie, Bertāns |
| Van Rossom 9                            | Assist     | 7 Heurtel                                 |
| Dubljević 7                             | Rimbalzi   | 6 Vujačić                                 |
| Velimir Perasović                       | Allenatori | Marco Crespi                              |

#### Quinta giornata
| Arbitri: | Tolga Sahin Petri Mäntylä Aare Halliko |

|                                       |            |                                     |
| Gailius 19 Zavackas 15 Butkevičius 14 | Punti      | 22 Ribas 18 Dubljević 10 Van Rossom |
| Shakur 4                              | Assist     | 5 Van Rossom                        |
| Vasylius 5                            | Rimbalzi   | 4 quattro giocatori                 |
| Kazys Maksvytis                       | Allenatori | Velimir Perasović                   |

| Arbitri: | Spiros Nkontas Marek Ćmikiewicz Anastasios Pīloidīs |

|                                                |            |                                   |
| Shengelia 20 Tillie 9 Hamilton, San Emeterio 7 | Punti      | 17 Mitrović 15 Zirbes 14 Williams |
| Heurtel 7                                      | Assist     | 6 Williams                        |
| Shengelia 5                                    | Rimbalzi   | 8 Kalinić                         |
| Marco Crespi                                   | Allenatori | Dejan Radonjić                    |

| Arbitri: | Fernando Rocha Marcin Kowalski Carlos Peruga |

|                                     |            |                             |
| Hunter 17 Spanoulīs 16 Mantzarīs 15 | Punti      | 14 Arroyo 10 Arslan 9 Jawai |
| Spanoulīs 7                         | Assist     | 2 quattro giocatori         |
| Hunter 10                           | Rimbalzi   | 5 Gönlüm                    |
| Giannīs Sfairopoulos                | Allenatori | Ergin Ataman                |

#### Sesta giornata
| Arbitri: | Borys Ryžyk Srđan Dožai Apostolos Kalpakas |

|                                  |            |                                        |
| Shakur 16 Zavackas 16 Gailius 12 | Punti      | 31 Heurtel 12 Iverson 8 Begić, Bertāns |
| Gailius, Mažeika 3               | Assist     | 5 Heurtel                              |
| Galdikas 7                       | Rimbalzi   | 8 Iverson, Tillie                      |
| Kazys Maksvytis                  | Allenatori | Ibon Navarro                           |

| Arbitri: | Robert Lottermoser Carmelo Paternicò Sašo Petek |

|                                      |            |                                |
| Spanoulīs 15 B. Dunston 14 Darden 11 | Punti      | 16 Ribas 16 Lučić 16 Dubljević |
| Spanoulīs 7                          | Assist     | 6 Ribas                        |
| Agravanīs 10                         | Rimbalzi   | 5 Ribas                        |
| Giannīs Sfairopoulos                 | Allenatori | Velimir Perasović              |

| Arbitri: | Paolo Taurino Tomas Jasevičius Aare Halliko |

|                                      |            |                                      |
| Erceg 32 Arroyo 26 Gönlüm, Arslan 15 | Punti      | 30 Mitrović 23 Marjanović 21 Kalinić |
| Arroyo, Arslan 6                     | Assist     | 17 Williams                          |
| Güler 8                              | Rimbalzi   | 17 Marjanović                        |
| Ergin Ataman                         | Allenatori | Dejan Radonjić                       |

#### Settima giornata
| Arbitri: | Vicente Bultó Īlia Koromīlas Piotr Pastusiak |

|                                     |            |                                          |
| Marjanović 24 Blažič 19 Mitrović 12 | Punti      | 18 Gaiulius 9 Dimša 8 Zavackas, Vasylius |
| Williams 7                          | Assist     | 6 Gaiulius                               |
| Marjanović 12                       | Rimbalzi   | 7 Benson, Zavackas                       |
| Dejan Radonjić                      | Allenatori | Kazys Maksvytis                          |

| Arbitri: | Tolga Sahin Jakub Zamojski Borys Šul'ha |

|                                    |            |                                  |
| Heurtel 18 Bertāns 17 Shengelia 14 | Punti      | 27 Spanoulīs 12 Dunston 8 Darden |
| Heurtel 4                          | Assist     | 4 Lafayette, Spanoulīs           |
| Shengelia 7                        | Rimbalzi   | 5 Dunston, Kavvadas              |
| Ibon Navarro                       | Allenatori | Giannīs Sfairopoulos             |

| Arbitri: | Saša Pukl Oļegs Latiševs Nicola Maestre |

|                                 |            |                               |
| Lončar 15 Harangody 13 Lučić 11 | Punti      | 20 Aradori 19 Erceg 10 Arroyo |
| Ribas, Vives 5                  | Assist     | 6 Aradori                     |
| Harangody 8                     | Rimbalzi   | 8 Aradori, Gönlüm             |
| Velimir Perasović               | Allenatori | Ergin Ataman                  |

#### Ottava giornata
| Arbitri: | Matej Boltauzer Grzegorz Ziemblicki Clemens Fritz |

|                             |            |                                               |
| Arroyo 22 Erceg 17 Güler 14 | Punti      | 25 San Emeterio 12 Heurtel 11 Tillie, Bertāns |
| Güler 4                     | Assist     | 9 Heurtel                                     |
| Gönlüm 8                    | Rimbalzi   | 10 Tillie                                     |
| Ergin Ataman                | Allenatori | Ibon Navarro                                  |

| Arbitri: | Recep Ankaralı Paolo Taurino Zdravko Rutešić |

|                                   |            |                                      |
| Petway 20 Dunston 15 Spanoulīs 13 | Punti      | 15 Zavackas 11 Benson 11 Butkevičius |
| Spanoulīs 9                       | Assist     | 3 Shakur, Zavackas                   |
| Hunter 6                          | Rimbalzi   | 8 Benson                             |
| Giannīs Sfairopoulos              | Allenatori | Kazys Maksvytis                      |

| Arbitri: | Roberto Chiari Jakub Zamojski Joseph Bissang |

|                                |            |                                      |
| Dubljević 22 Ribas 15 Lučić 14 | Punti      | 18 Marjanović 17 Williams 11 Kalinić |
| Ribas 6                        | Assist     | 6 Mitrović                           |
| Lučić 6                        | Rimbalzi   | 11 Marjanović                        |
| Velimir Perasović              | Allenatori | Dejan Radonjić                       |

#### Nona giornata
| Arbitri: | Dani Hierrezuelo Panagiōtīs Anastopoulos Miloš Koljenšić |

|                                     |            |                                  |
| Gailius 23 Shakur 16 Butkevičius 11 | Punti      | 24 Erceg 12 Micov 9 Young, Güler |
| Girdžiūnas, Mažeika, Shakur 3       | Assist     | 5 Arroyo                         |
| Gailius 8                           | Rimbalzi   | 8 Young                          |
| Kazys Maksvytis                     | Allenatori | Ergin Ataman                     |

| Arbitri: | Chrīstos Christodoulou Eddie Viator Rüştü Nuran |

|                                         |            |                                  |
| Causeur 21 Shengelia 15 San Emeterio 13 | Punti      | 14 Nedović 16 Dubljević 14 Ribas |
| Heurtel 4                               | Assist     | 4 Nedović                        |
| Iverson 11                              | Rimbalzi   | 5 Dubljević                      |
| Ibon Navarro                            | Allenatori | Velimir Perasović                |

| Arbitri: | Borys Ryžyk Piotr Pastusiak David Romano |

|                                     |            |                                      |
| Spanoulīs 15 Lafayette 11 Sloukas 9 | Punti      | 17 Marjanović 11 Mitrović 10 Kalinić |
| Sloukas 5                           | Assist     | 4 Jović, Williams                    |
| Petway 7                            | Rimbalzi   | 13 Marjanović                        |
| Giannīs Sfairopoulos                | Allenatori | Dejan Radonjić                       |

#### Decima giornata
| Arbitri: | Antonio Conde Carmelo Paternicò Benjamín Jiménez |

|                             |            |                                   |
| Arroyo 24 Young 13 Micov 13 | Punti      | 22 Lojeski 11 Spanoulīs 10 Hunter |
| Güler 5                     | Assist     | 5 Spanoulīs                       |
| Young 13                    | Rimbalzi   | 7 Petway                          |
| Ergin Ataman                | Allenatori | Giannīs Sfairopoulos              |

| Arbitri: | Robert Lottermoser Spiros Nkontas Apostolos Kalpakas |

|                                     |            |                                   |
| Harangody 20 Dubljević 19 Lončar 15 | Punti      | 15 Gailius 11 Zavackas 9 Vasylius |
| Vives 6                             | Assist     | 7 Shakur                          |
| Sato 10                             | Rimbalzi   | 6 Gailius, Galdikas               |
| Velimir Perasović                   | Allenatori | Kazys Maksvytis                   |

| Arbitri: | Luigi Lamonica Paolo Taurino Serhij Zaščuk |

|                                     |            |                                  |
| Williams 23 Marjanović 12 Blažič 11 | Punti      | 16 D. Bertāns 14 Tillie 13 James |
| Williams 8                          | Assist     | 7 Heurtel                        |
| Marjanović 12                       | Rimbalzi   | 7 Tillie                         |
| Dejan Radonjić                      | Allenatori | Ibon Navarro                     |